# Rossauer Kaserne

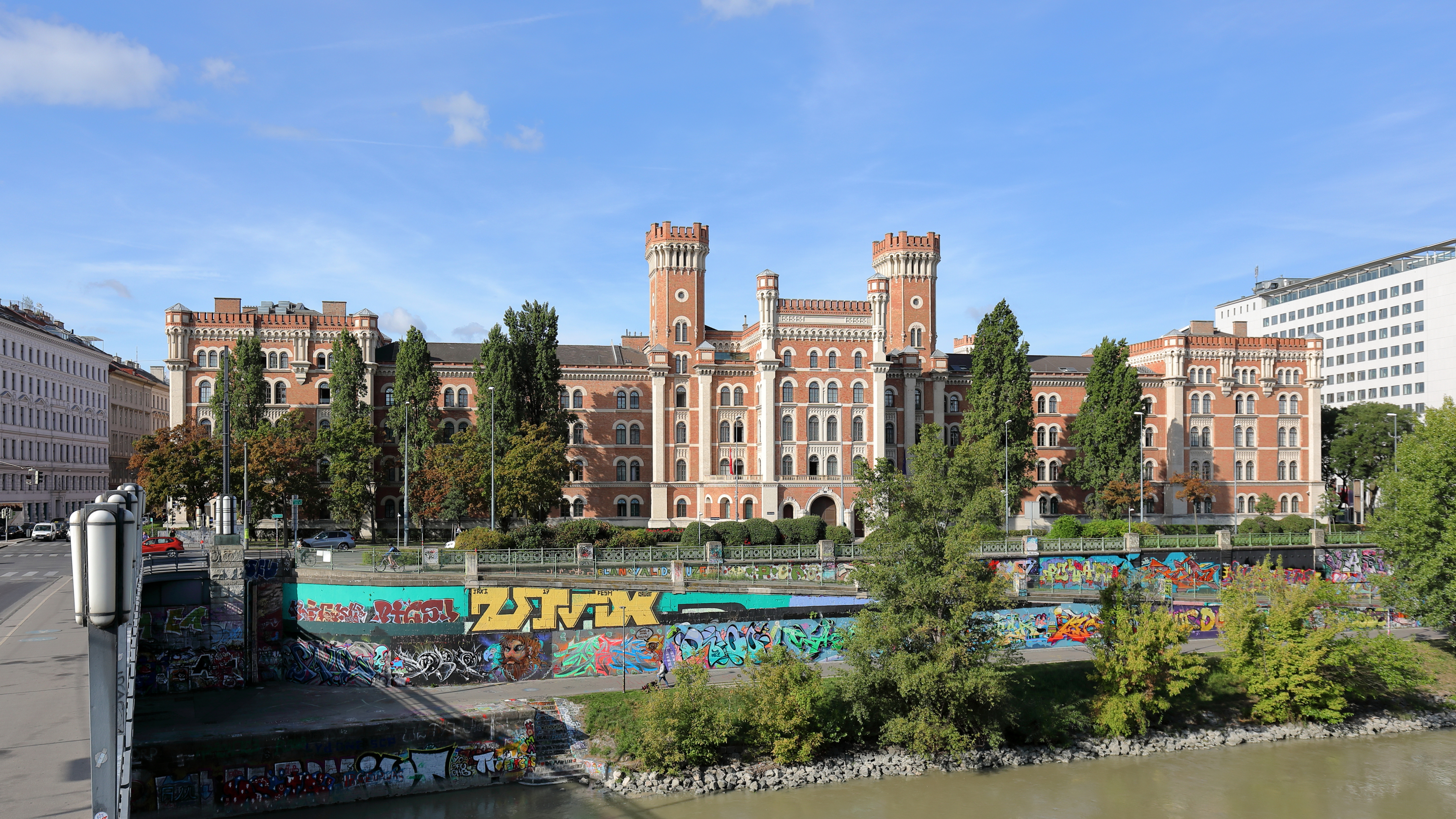
Die Rossauer Kaserne, von der anderen Seite des Donaukanals aus gesehen

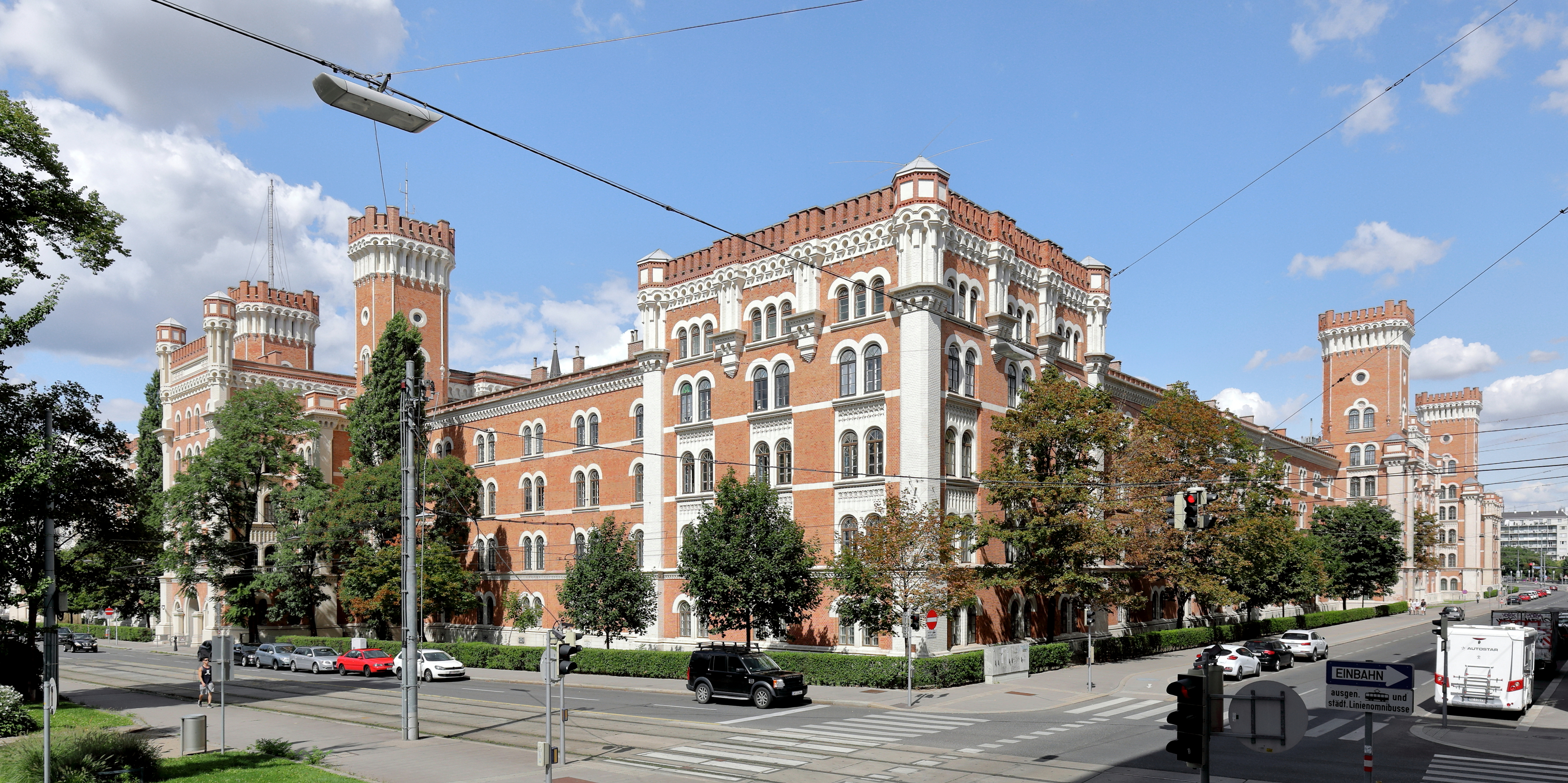
Südansicht der Rossauer Kaserne

Die Rossauer Kaserne, offiziell Rossauer Kaserne Bernardis-Schmid, auch Amtsgebäude Rossau Bernardis-Schmid, bis 1999 amtlich: Roßauer Kaserne, ist ein Amtsgebäude und eine ehemalige Kaserne im 9. Wiener Gemeindebezirk, Alsergrund. Sie wurde als Kronprinz-Rudolf-Kaserne 1865 bis 1869 an der Rossauer Lände am Donaukanal als Defensivkaserne errichtet. Heute ist sie unter anderem Hauptsitz des österreichischen Bundesministeriums für Landesverteidigung. Auf Initiative von Verteidigungsminister Thomas Starlinger erfolgte am 27. Jänner 2020 die Benennung nach den Widerstandskämpfern Robert Bernardis und Anton Schmid.

## Geschichte
Errichtet wurde die Kronprinz-Rudolf-Kaserne (auch Rudolfskaserne genannt) im Gefolge der Revolution von 1848, bei der die Obrigkeit vorübergehend die Kontrolle über die Untertanen verlor. Die Kaserne war Teil eines Gesamtkonzepts, zu dem auch das Arsenal und die einige Jahre zuvor erbaute Franz-Josephs-Kaserne Wien gehörten: Mit den Kasernen sollte das Stadtzentrum vor aufständischen Bürgern oder dem Proletariat geschützt werden können. Weitere geplante Kasernen um die Altstadt wurden aber nicht mehr realisiert.
Der Bau mit drei Innenhöfen wurde als „Defensiv- oder Defensionskaserne“ von 1865 bis 1869 nach Plänen des Obersten im Geniestab Karl Pilhal und des Majors Karl Markl erbaut. Am 17. August 1870 wurde die neue Kaserne der Benützung übergeben.
Die Architektur der im Stil des romantischen Historismus errichteten Kaserne war auf Verteidigung ausgerichtet. Die zinnengekrönten Ecktürme sollten im Falle eines Angriffs die Verteidiger ebenso schützen wie die Balkone über den Einfahrtstoren an der Rossauer Lände und am Schlickplatz, die als Geschützstände gedacht waren. Insgesamt bot die Kaserne Platz für 2.000 bis 4.000 Mann und 390 Pferde des Heeres. Über ihren Einsatz gegen aufrührerische Einwohner hätte gegebenenfalls Kaiser Franz Joseph I. zu entscheiden gehabt.
Das Konzept, das zur Errichtung der Rossauer Kaserne geführt hatte, erwies sich in den letzten Jahrzehnten des 19. Jahrhunderts als überholt. Das Pendant Franz-Joseph-Kaserne wurde 1900 / 1901 demoliert. Die Rossauer Kaserne, nicht ganz so direkt an der repräsentativen Ringstraße um die Altstadt gelegen, überdauerte alle staatlichen und gesellschaftlichen Änderungen bis heute.
Während des Ersten Weltkriegs wurden hier Ausländer aus mit Österreich-Ungarn verfeindeten Staaten festgehalten, bis sie in Internierungslager wie zum Beispiel jenes in Drosendorf oder Karlstein an der Thaya abtransportiert wurden. 1927 wurden hier ein Obdachlosenasyl und das Deutschmeistermuseum eingerichtet. 1936 wurden die Stallungen in Garagen umgebaut.
Während des Zweiten Weltkriegs war die Rossauer Kaserne Kasernierungsort der Wehrmachtsstreife für Groß-Wien, die hier auch Verhöre und Folterungen auf direkten Befehl des nahegelegenen Feldkriegsgerichts der Division 177 des Ersatzheers durchführte. Gegen Ende des Zweiten Weltkriegs wurde der ehemalige Infanterieoffizierstrakt (Nordtrakt) durch Bomben schwer beschädigt. Wegen des schlechten Bauzustands wurde 1977 der Abbruch erwogen, doch aus Denkmalschutzgründen wurde der Kasernenbau renoviert.
In der Nachkriegszeit zogen hier Dienststellen des Bundesministeriums für Inneres und der Bundespolizeidirektion Wien ein. 1946 wurde die Kraftfahrabteilung der Wiener Sicherheitswache, wie die uniformierte Polizei damals genannt wurde, in die Rossauer Kaserne verlegt und errichtete hier diverse Werkstätten zur Reparatur bzw. zur Zusammenstellung ihrer Fahrzeuge, da viele aus vorhandenen Bestandteilen erst zusammengebaut werden mussten. Von hier fuhren die wegen ihrer auffälligen Uniform „weiße Mäuse“ genannten Polizisten auf Motorrädern zu Patrouillen durch Wien aus, später die „Funkstreifen“ in dunkelgrünen VW-Käfern mit Blaulicht auf dem Dach.
Auch das Verkehrsamt der Bundespolizeidirektion Wien mit seinem starken Parteienverkehr (Kfz-Zulassung, Führerscheinprüfungen usw.) befand sich jahrzehntelang hier, bis es in das Bundesamtsgebäude am Josef-Holaubek-Platz übersiedelte. Weiters befinden sich hier der Stützpunkt der Sondereinheit WEGA, der Stützpunkt Wien des Einsatzkommandos Cobra und der Bereitschaftseinheit (BE) sowie die Landesverkehrsabteilung (LVA) der Landespolizeidirektion Wien (LPD) und die Polizeimusik Wien.
Um den immer stärker werdenden Straßenverkehr in Wien besser überwachen und zentral gesteuert optimieren zu können (Grüne Welle), wurde 1962 in der Rossauer Kaserne die Verkehrsleitzentrale zur Überwachung und Regelung des Straßenverkehrs eingerichtet, die ebenfalls von der Polizei bedient wird. Von hier aus wurden anfangs zehn Ampelanlagen im Bereich des Schottentors zentral gesteuert. Zusätzlich ermöglichten drei Kameras die Verkehrsbeobachtung. Im Jahr 2005 waren es rund 60 Ampelanlagen in ganz Wien.
Um die Mitte der 1980er Jahre gab es Überlegungen zur alternativen Nutzung des historischen Gebäudes, etwa als Einkaufszentrum oder sogar als Opernhaus (so der Wiener Vizebürgermeister Hans Mayr). Seit dem teilweisen Auszug der Polizeidienststellen ab Ende 1989 zogen hier aber Abteilungen des Bundesministeriums für Landesverteidigung ein, dessen Hauptsitz sich heute in der Kaserne befindet. Der von diesem Ministerium benützte Innenhof wurde zu Ehren des Majors und Widerstandskämpfers gegen den Nationalsozialismus „Carl-Szokoll-Hof“ benannt.

### Toiletten
Ein Gerücht um die vergessenen und nachträglich eingebauten Toiletten besagt, angeblich hätte sich der Architekt wegen dieses Missgeschicks sogar erschossen. Doch dies ist nicht belegt. Man hatte bei der Planung nicht auf WC-Anlagen verzichtet. "In den Offizierstrakten und in den beiden stirnseitigen Eingangstrakten gab es je 20 Einzelaborte." Die Mannschaftsaborte befanden sich allerdings ausschließlich in zwei Türmen in den Ecken der beiden äußeren Höfe, so dass es später notwendig wurde, über das gesamte Gebäude verteilt, nachträglich Bedürfnisanstalten zu errichten.